# William FitzWilliam, 1:e earl av Southampton
William FitzWilliam, 1:e earl av Southampton, död 1542, var en engelsk hovfunktionär. Han var barndomskamrat, hovman och gunstling till Henrik VIII. Han var Treasurer of the Household 1525–1537. Han fungerade på kungens önskan som igångsättare av Anne Boleyns och Catherine Howards fall. 